# Шадили, Мустафа
Мустафа Шадили (араб. مصطفى الشاذلي‎; род. 14 февраля 1973) — марокканский футболист, выступавший на позиции вратаря за сборную Марокко.

## Клубная карьера
Мустафа Шадили начинал свою карьеру футболиста в марокканском клубе «Олимпик» из своего родного города. Летом 1995 года «Олимпик» был объединён с другой командой из Касабланки «Раджой», и Шадили соответственно стал защищать её ворота. С «Раджой» он семь раз становился чемпионом Марокко и три раза выигрывал кубок страны. В 2000 году Шадили защищал ворота «Раджи» в матчах первого клубного чемпионата мира, проходившего в Бразилии. В 2004 году вратарь перешёл в марокканский «Атлетик Тетуан», а в 2009 — в столичный ФАР, где и завершил свою игровую карьеру.

## Карьера в сборной
Мустафа Шадили был включён в состав сборной Марокко на чемпионат мира по футболу 1998 года во Франции, где играл роль резервного голкипера и на поле в рамках турнира не выходил. Он также был запасным вратарём на Кубке африканских наций 2000 года в Гане и Нигерии и на Кубке африканских наций 2006 года в Египте. Сыграть на этих соревнования ему тоже не довелось.

## Достижения
Олимпик Касабланка
- Чемпион Марокко (1): 1993/94

 Раджа Касабланка
- Чемпион Марокко (7): 1995/96, 1996/97, 1997/98, 1998/99, 1999/00, 2000/01, 2003/04
- Обладатель Кубка Марокко (3): 1995/96, 2001/02, 2004/05